# 多纳尔瓦罗
多纳尔瓦罗，是西班牙埃斯特雷马杜拉巴达霍斯省的一个市镇。总面积32平方公里，总人口682人（2001年），人口密度21人/平方公里。